# Сборная Нидерландов по футболу (до 17 лет)
Сборная Нидерландов по футболу до 17 лет (нидерл. Nederlands voetbalelftal onder 17) — национальная футбольная команда, представляющая Нидерланды в международных турнирах, за которую имеют право выступать игроки возрастом 17 лет и младше. Сборная контролируется Королевским футбольным союзом Нидерландов. Главным тренером сборной является Кес ван Вондерен.
Сборная Нидерландов до 17 лет является четырёхкратным победителем чемпионата Европы.

## Статистика выступлений начемпионатах мира
| Год   | Раунд                  | Итог                   | И                      | В                      | Н                      | П                      | МЗ                     | МП                     |
| ----- | ---------------------- | ---------------------- | ---------------------- | ---------------------- | ---------------------- | ---------------------- | ---------------------- | ---------------------- |
| 1985  | Не прошла квалификацию | Не прошла квалификацию | Не прошла квалификацию | Не прошла квалификацию | Не прошла квалификацию | Не прошла квалификацию | Не прошла квалификацию | Не прошла квалификацию |
| 1987  | Не прошла квалификацию | Не прошла квалификацию | Не прошла квалификацию | Не прошла квалификацию | Не прошла квалификацию | Не прошла квалификацию | Не прошла квалификацию | Не прошла квалификацию |
| 1989  | Не прошла квалификацию | Не прошла квалификацию | Не прошла квалификацию | Не прошла квалификацию | Не прошла квалификацию | Не прошла квалификацию | Не прошла квалификацию | Не прошла квалификацию |
| 1991  | Не прошла квалификацию | Не прошла квалификацию | Не прошла квалификацию | Не прошла квалификацию | Не прошла квалификацию | Не прошла квалификацию | Не прошла квалификацию | Не прошла квалификацию |
| 1993  | Не прошла квалификацию | Не прошла квалификацию | Не прошла квалификацию | Не прошла квалификацию | Не прошла квалификацию | Не прошла квалификацию | Не прошла квалификацию | Не прошла квалификацию |
| 1995  | Не прошла квалификацию | Не прошла квалификацию | Не прошла квалификацию | Не прошла квалификацию | Не прошла квалификацию | Не прошла квалификацию | Не прошла квалификацию | Не прошла квалификацию |
| 1997  | Не прошла квалификацию | Не прошла квалификацию | Не прошла квалификацию | Не прошла квалификацию | Не прошла квалификацию | Не прошла квалификацию | Не прошла квалификацию | Не прошла квалификацию |
| 1999  | Не прошла квалификацию | Не прошла квалификацию | Не прошла квалификацию | Не прошла квалификацию | Не прошла квалификацию | Не прошла квалификацию | Не прошла квалификацию | Не прошла квалификацию |
| 2001  | Не прошла квалификацию | Не прошла квалификацию | Не прошла квалификацию | Не прошла квалификацию | Не прошла квалификацию | Не прошла квалификацию | Не прошла квалификацию | Не прошла квалификацию |
| 2003  | Не прошла квалификацию | Не прошла квалификацию | Не прошла квалификацию | Не прошла квалификацию | Не прошла квалификацию | Не прошла квалификацию | Не прошла квалификацию | Не прошла квалификацию |
| 2005  | 3-е место              | 3-е                    | 6                      | 4                      | 0                      | 2                      | 12                     | 10                     |
| 2007  | Не прошла квалификацию | Не прошла квалификацию | Не прошла квалификацию | Не прошла квалификацию | Не прошла квалификацию | Не прошла квалификацию | Не прошла квалификацию | Не прошла квалификацию |
| 2009  | Групповой этап         | 13-е                   | 3                      | 1                      | 0                      | 2                      | 3                      | 4                      |
| 2011  | Групповой этап         | 20-е                   | 3                      | 0                      | 1                      | 2                      | 3                      | 5                      |
| 2013  | Не прошла квалификацию | Не прошла квалификацию | Не прошла квалификацию | Не прошла квалификацию | Не прошла квалификацию | Не прошла квалификацию | Не прошла квалификацию | Не прошла квалификацию |
| 2015  | Не прошла квалификацию | Не прошла квалификацию | Не прошла квалификацию | Не прошла квалификацию | Не прошла квалификацию | Не прошла квалификацию | Не прошла квалификацию | Не прошла квалификацию |
| 2017  | Не прошла квалификацию | Не прошла квалификацию | Не прошла квалификацию | Не прошла квалификацию | Не прошла квалификацию | Не прошла квалификацию | Не прошла квалификацию | Не прошла квалификацию |
| 2019  | 4 место                | 20-е                   | 7                      | 3                      | 0                      | 4                      | 18                     | 24                     |
| Итого | 4/19                   | 3-е                    | 19                     | 8                      | 1                      | 10                     | 36                     | 43                     |

## Статистика выступлений начемпионатах Европы(с 2002 года)
| Год   | Итог                   | И  | В  | Н  | П  | МЗ | МП |
| ----- | ---------------------- | -- | -- | -- | -- | -- | -- |
| 2002  | Групповой этап         | 3  | 1  | 1  | 1  | 10 | 7  |
| 2003  | Не прошла квалификацию | 0  | 0  | 0  | 0  | 0  | 0  |
| 2004  | Не прошла квалификацию | 0  | 0  | 0  | 0  | 0  | 0  |
| 2005  | Финалист               | 3  | 2  | 2  | 1  | 5  | 5  |
| 2006  | Не прошла квалификацию | 0  | 0  | 0  | 0  | 0  | 0  |
| 2007  | Четвертьфинал          | 4  | 1  | 1  | 2  | 9  | 9  |
| 2008  | Полуфинал              | 4  | 2  | 0  | 2  | 4  | 5  |
| 2009  | Финалист               | 5  | 2  | 1  | 2  | 6  | 7  |
| 2010  | Не прошла квалификацию | 0  | 0  | 0  | 0  | 0  | 0  |
| 2011  | Чемпион                | 5  | 4  | 1  | 0  | 9  | 2  |
| 2012  | Чемпион                | 5  | 3  | 2  | 0  | 6  | 2  |
| 2013  | Не прошла квалификацию | 0  | 0  | 0  | 0  | 0  | 0  |
| 2014  | Финалист               | 5  | 4  | 0  | 1  | 16 | 5  |
| 2015  | Групповой этап         | 3  | 0  | 3  | 0  | 2  | 2  |
| 2016  | Полуфинал              | 5  | 3  | 0  | 2  | 4  | 4  |
| 2017  | Четвертьфинал          | 4  | 1  | 1  | 2  | 4  | 7  |
| 2018  | Чемпион                | 6  | 6  | 0  | 0  | 10 | 3  |
| 2019  | Чемпион                | 6  | 5  | 0  | 1  | 15 | 6  |
| Итого | 13/18                  | 55 | 31 | 12 | 13 | 96 | 60 |

| Год  | Лучший игрок    |
| 2011 | Кайл Эбесилио   |
| 2014 | Стивен Бергвейн |
| ---- | --------------- |

## Достижения
- Чемпионат мира (до 17 лет)

- Третье место: 2005

- Чемпионат Европы (до 17 лет)

- Победитель (3): 2011, 2012, 2018, 2019
- Второе место (3): 2005, 2009, 2014